# Bino Bini
Pour les articles homonymes, voir Bini.
Bino Bini  (né le 23 janvier 1900 à Livourne - mort le 5 avril 1974 dans la même ville) est un escrimeur italien pratiquant le sabre.

## Jeux olympiques
À Paris en 1924, il remporte l'or avec l'équipe italienne de sabre. Ses coéquipiers sont Oreste Moricca, Giulio Sarrocchi, Oreste Puliti, Guido Balzarini, Renato Anselmi, Vincenzo Cuccia et Marcello Bertinetti. En sabre individuel, Bino ne remporte pas de médaille.
Aux Jeux olympiques d'été de 1928, Bino Bini remporte l'argent avec l'équipe italienne de sabre. En individuel il obtient la médaille de bronze.

## Palmarès
- Jeux olympiques d'été
  -  Médaille d'or au sabre par équipe en 1924
  -  Médaille d'argent au sabre par équipe en 1928
  -  Médaille de bronze au sabre en individuel en 1928